# هک (مجموعه تلویزیونی)
هک (انگلیسی: Hacks) یک مجموعهٔ تلویزیونی کمدی-درام آمریکایی است که توسط لوسیا آنیلو، پل دبلیو. داونز و جن استاتسکی ساخته شده است. این مجموعه در ۱۳ مه ۲۰۲۱ در اچ‌بی‌او مکس پخش شد. هک با بازی جین اسمارت، هانا اینبیندر و کارل کلمونز-هاپکینز، به رابطهٔ حرفه‌ای بین یک نویسندهٔ کمدی جوان و یک استندآپ کمدین افسانه‌ای می‌پردازد. 
این مجموعه مورد تحسین منتقدان قرار گرفت و جوایز گوناگونی از جمله امی ساعات پربیننده برای نویسندگی، کارگردانی و بازیگر نقش اول دریافت کرد. همچنین در مراسم گلدن گلوب برندهٔ دو جایزه شد.